# Constantino Noya
Constantino Noya (ur. ?, zm. ?) – boliwijski piłkarz grający na pozycji pomocnika.

## Kariera klubowa
Podczas kariery zawodniczej występował w Oruro Royal.

## Kariera reprezentacyjna
Constantino Noya występował w reprezentacji Boliwii na początku lat trzydziestych. W 1930 uczestniczył w mistrzostwach świata. Podczas turnieju w Urugwaju był rezerwowym i nie wystąpił w żadnym spotkaniu.